# Røget laks
Røget laks er en specialitet i østersøområdet[kilde mangler], hvor rå laksefisk er blevet røget som med alle andre røgvarer for at øge holdbarheden, men siden er røgen blevet en tilvvalgt smagsvariant. 
| Mad og drikke | Spire Denne artikel om mad og drikke er en spire som bør udbygges. Du er velkommen til at hjælpe Wikipedia ved at udvide den. |